# Chang Wanquan
Chang Wanquan (Nanyang, gennaio 1949) è un generale cinese, ex ministro della difesa nazionale e consigliere di Stato della Repubblica Popolare Cinese. È stato membro della Commissione militare centrale della RPC e ha aiutato a gestire il programma spaziale cinese.

## Biografia
Chang Wanquan è nato a Nanyang, nella Provincia dello Henan nel 1949. È entrato nell'Esercito Popolare di Liberazione (EPL) nel marzo 1968 e nel Partito Comunista Cinese nel novembre dello stesso anno. Dal gennaio 2002 al dicembre 2004, è stato capo dello staff e membro del comitato comunista della regione militare di Lanzhou. Dal dicembre 2004 al settembre 2007 è stato comandante della regione militare di Shenyang. È stato anche direttore del dipartimento generale di armamenti dell'EPL. Nell'ottobre 2007 è stato eletto membro della Commissione militare centrale.
Ha raggiunto il grado di colonnello maggiore nel 1992, di maggior generale nel luglio 1997, tenente generale nel 2003 e di generale nell'ottobre 2007. È stato membro del 16º, 17º e 18º Comitato centrale.
Nell'ottobre 2012, è stato nominato ministro della difesa nazionale della Repubblica Popolare Cinese succedendo al generale Liang Guanglie.
Alla prima sessione plenaria del XII Congresso nazionale del popolo è stato nominato anche consigliere di Stato.